# Luz del Sol Neisa
Luz Del Sol Ávila (Acacías, Meta, Colombia, 19 de julio de 1987) es una actriz colombiana.

## Actuación
La llegada de Luz del Sol a la pantalla chica fue una casualidad. En la casa de uno de sus amigos se grababa Francisco, el matemático, y los productores la vieron y le propusieron que hiciera un casting. "Ese día fui con mi hermana y un grupo de amigas. Nos arreglamos y llegamos puntuales. La sorpresa ocurrió cuando la única que obtuvo un papel fui yo; dice. Desde ese momento no ha parado. Luego de su ingreso a esa serie, siguieron Padres a hijos, Decisiones, Floricienta, Pocholo, Mujeres asesinas y La quiero a morir.

## Empresa
Luz del Sol es la diseñadora y dueña de la marca de ropa y accesorios LuSolé.

## Filmografía

### Televisión
| Año       | Título            | Personaje             | Canal              |
| --------- | ----------------- | --------------------- | ------------------ |
| 2010-2013 | A mano limpia     | Ángela Jiménez        | Canal RCN          |
| 2009-2010 | Doña Bella        | Maria Antonia Segovia | Canal RCN          |
| 2008-2009 | La quiero a morir | Juliana Rico          | Caracol Televisión |
| 2008      | Mujeres asesinas  | Invitada              | Canal RCN          |
| 2007-2008 | Pocholo           | Mariana               | Caracol Televisión |
| 2006-2007 | Floricienta       | Valentina             | Canal RCN          |
| 2006      | Tu voz estereo    | Invitada              | Caracol Televisión |
| 2006      | Decisiones        | Invitada              | Telemundo          |
| 2006      | Así es la vida    | Invitada              | Canal RCN          |
| 2005      | Padres e hijos    | Sofia                 | Caracol Televisión |